# Notoryctes caurinus
El kakarratul, topo marsupial septentrional o del norte (Notoryctes caurinus) es una especie de marsupial notoricteromorfo de la familia Notoryctidae endémico de desiertos y zonas áridas de Australia Occidental.

## Estado de conservación
La lista roja de la UICN señala a esta especie como de Preocupación Menor, la población evaluada como extendida y se supone estable. El estado de conservación en Australia Occidental está casi amenazado y figura en la lista de especies sensibles como raro (P4).